# 雷斯坦克利耶尔
雷斯坦克利耶尔（法語：Restinclières，法語發音：[ʁɛstɛ̃klijɛʁ]）是法国埃罗省的一个市镇，属于蒙彼利埃区。

## 地理
雷斯坦克利耶尔（43°43'25"N, 4°2'20"E）面积6.53 平方千米，位于法国奧克西塔尼大區埃罗省，该省份为法国南部沿海省份，南濒地中海，西南接奥德省，西北接塔恩省和阿韦龙省，东北与加尔省接壤。
与雷斯坦克利耶尔接壤的市镇（或旧市镇、城区）包括：博略、布瓦斯龙、圣热涅斯德穆尔格、昂特尔维涅。

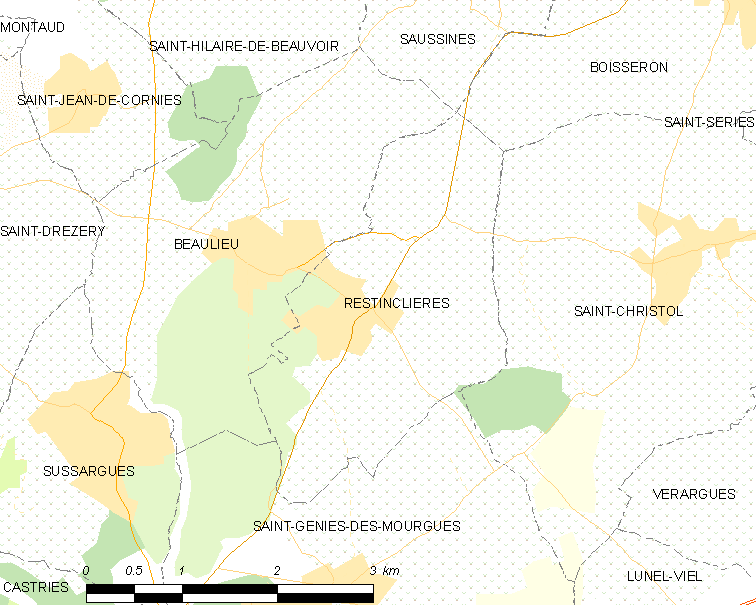
雷斯坦克利耶尔的OSM定位图

雷斯坦克利耶尔的时区为UTC+01:00、UTC+02:00（夏令时）。

## 行政
雷斯坦克利耶尔的邮政编码为34160，INSEE市镇编码为34227。

## 政治
雷斯坦克利耶尔所属的省级选区为勒克雷斯县。

## 人口

1962-2008年间雷斯坦克利耶尔人口变化图示

雷斯坦克利耶尔于2022年1月1日时的人口数量为2573人。